# Rhoptria melanochroma
Rhoptria melanochroma là một loài bướm đêm trong họ Geometridae.